# Plaani
Plaani (Duits: Plani) is een plaats in de Estlandse gemeente Rõuge, provincie Võrumaa. De plaats heeft de status van dorp (Estisch: küla).
De plaats behoorde tot in oktober 2017 tot de gemeente Haanja. In die maand werd Haanja bij de gemeente Rõuge gevoegd.

## Bevolking
De ontwikkeling van het aantal inwoners blijkt uit het volgende staatje:
| Jaar            | 2000 | 2011 | 2021 |
| --------------- | ---- | ---- | ---- |
| Aantal inwoners | 11   | 12   | 7    |

## Ligging
Op het grondgebied van het dorp ligt het meer Plaani Külajärv (‘Dorpsmeer van Plaani’, 23,1 ha). Aan de noordgrens van het dorp ligt het meer Alasjärv (7,2 ha). De rivier Piusa ontspringt aan het Külajärv en stroomt door het Alasjärv.

## Geschiedenis
Plaani werd voor het eerst genoemd in 1561 onder de Russische naam Кевло (‘Kevlo’). Varianten op de naam waren Kõola, Kiewla, Kaula en Keula. De naam Plaani werd voor het eerst genoemd in 1684, en wel als Plane, een boerderij in Kaula. In 1765 heette het hele dorp Plani.
In 1871 werd Plaani een karjamõis, een veehouderij op het landgoed Hahnhof (Haanja), een kroondomein. In 1873 werd op het grondgebied van Plaani een Russisch-orthodoxe kerk gebouwd, gewijd aan Sint-Nicolaas. De Estische naam van de kerk is Plaani Püha Nikolai Kirik (‘kerk van de heilige Nicolaas in Plaani’). De kerk werd ingewijd in 1874. Ze sloot haar deuren in 1962 en werd daarna gebruikt als opslagruimte voor de plaatselijke kolchoz. Na het herstel van de Estische onafhankelijkheid in 1991 werd ze teruggegeven aan de Estische Apostolisch-Orthodoxe Kerk, die in het begin van de 21e eeuw plannen had om van de kerk een klooster te maken. Omdat er te weinig animo was voor de roeping van monnik, is het plan niet doorgezet. De kerk staat ongebruikt.
Het buurdorp Villa maakte tussen 1977 en 1997 deel uit van Plaani.

## Foto's

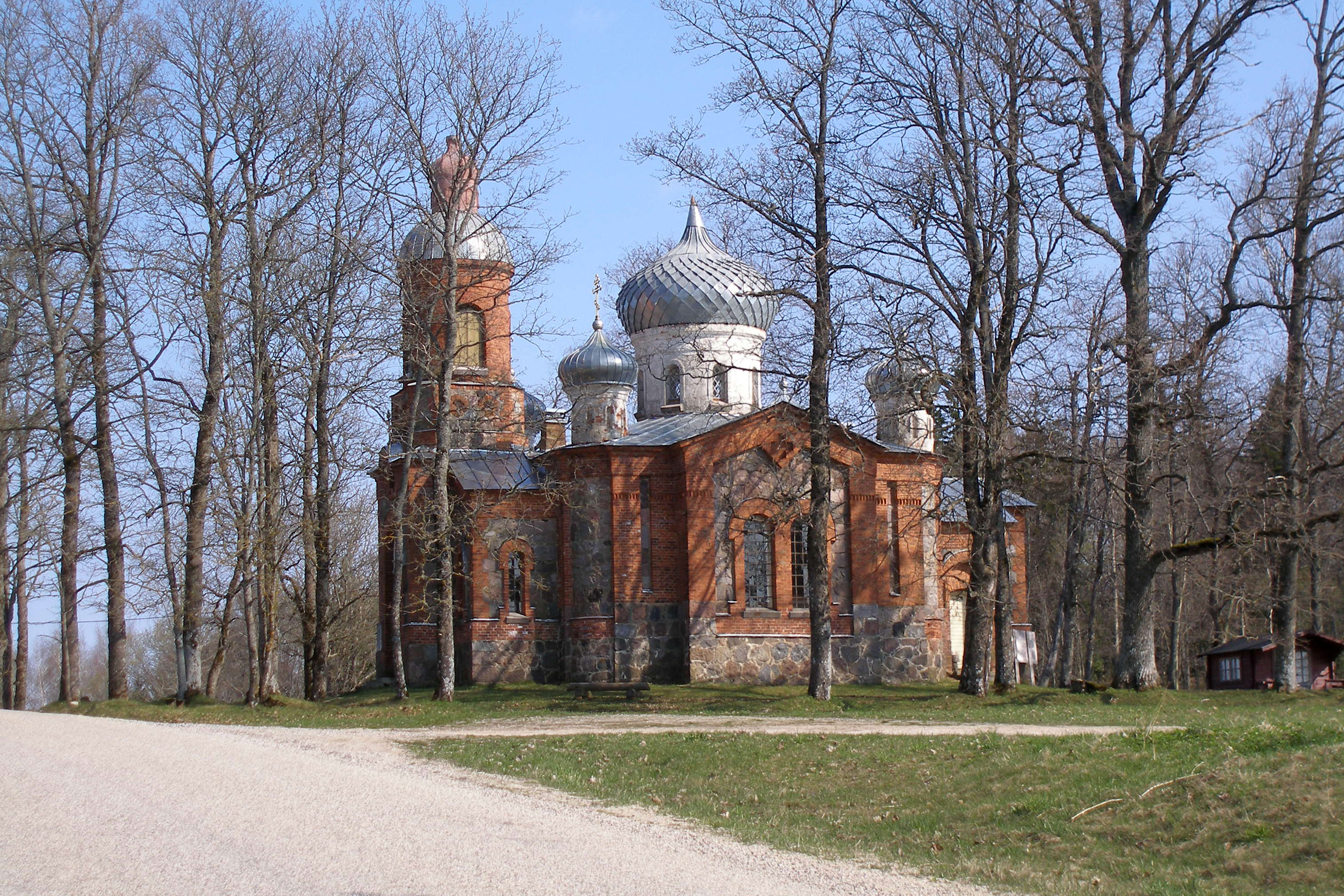
De kerk van Plaani
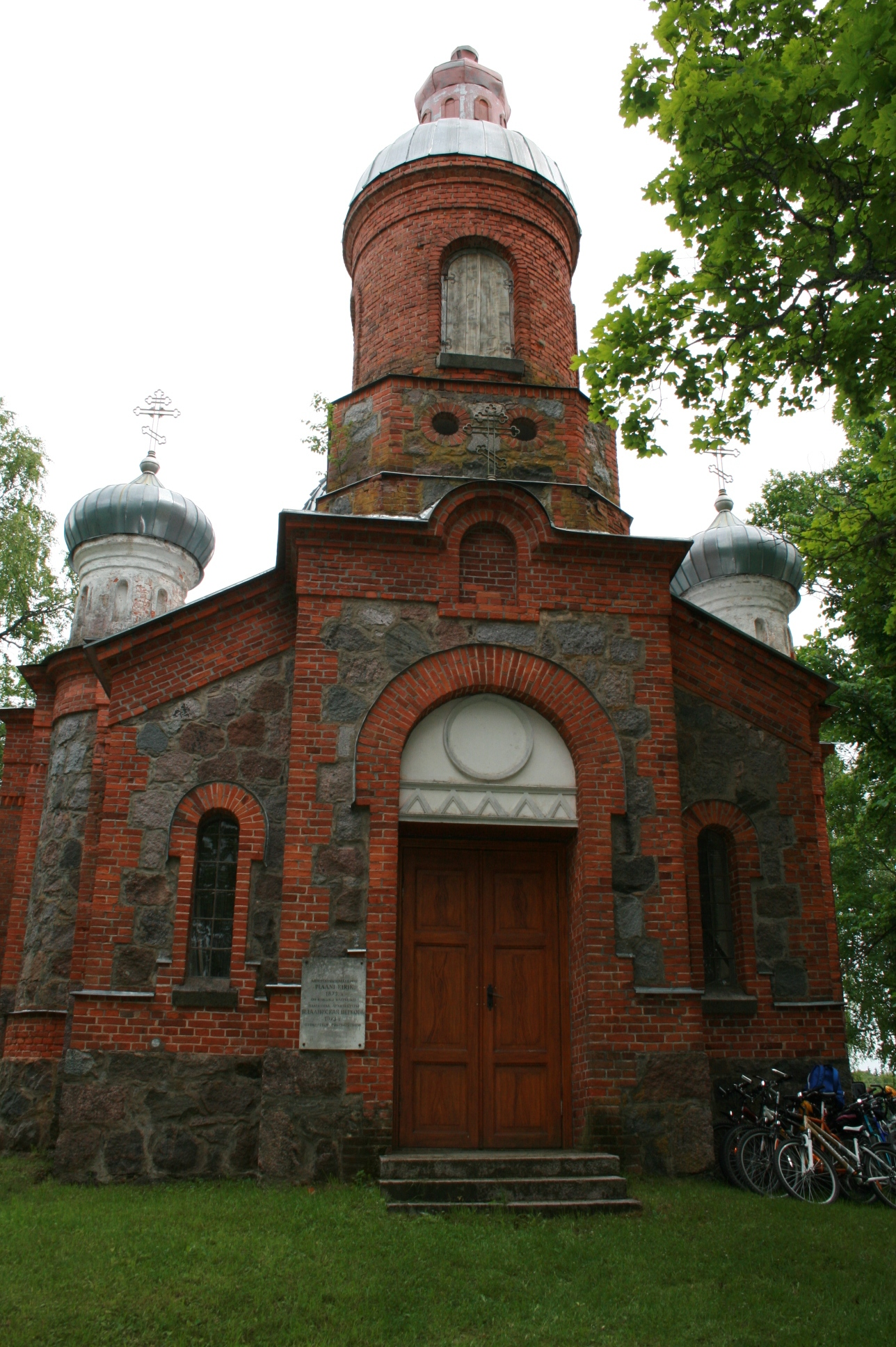
De ingang
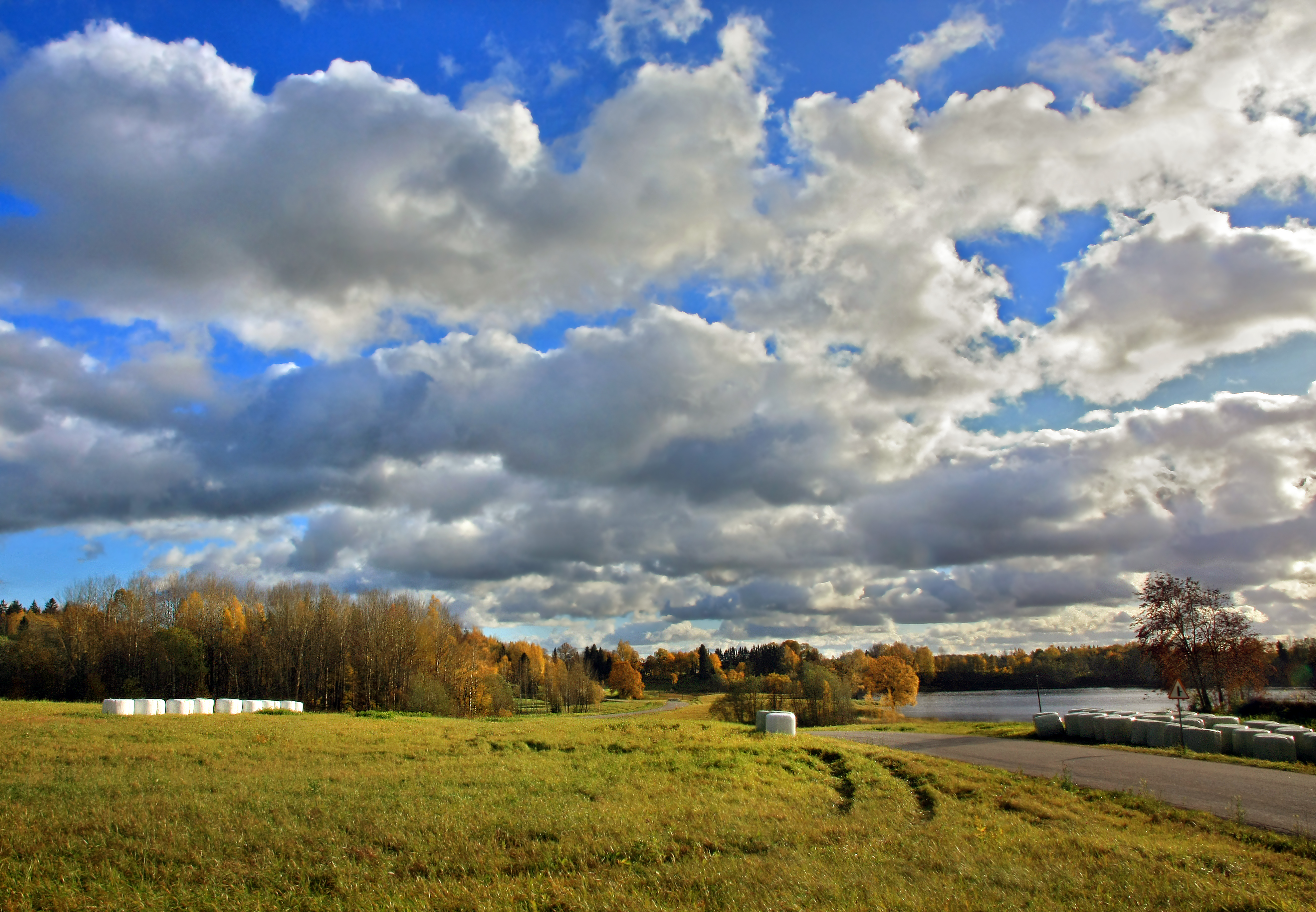
Het Plaani Külajärv
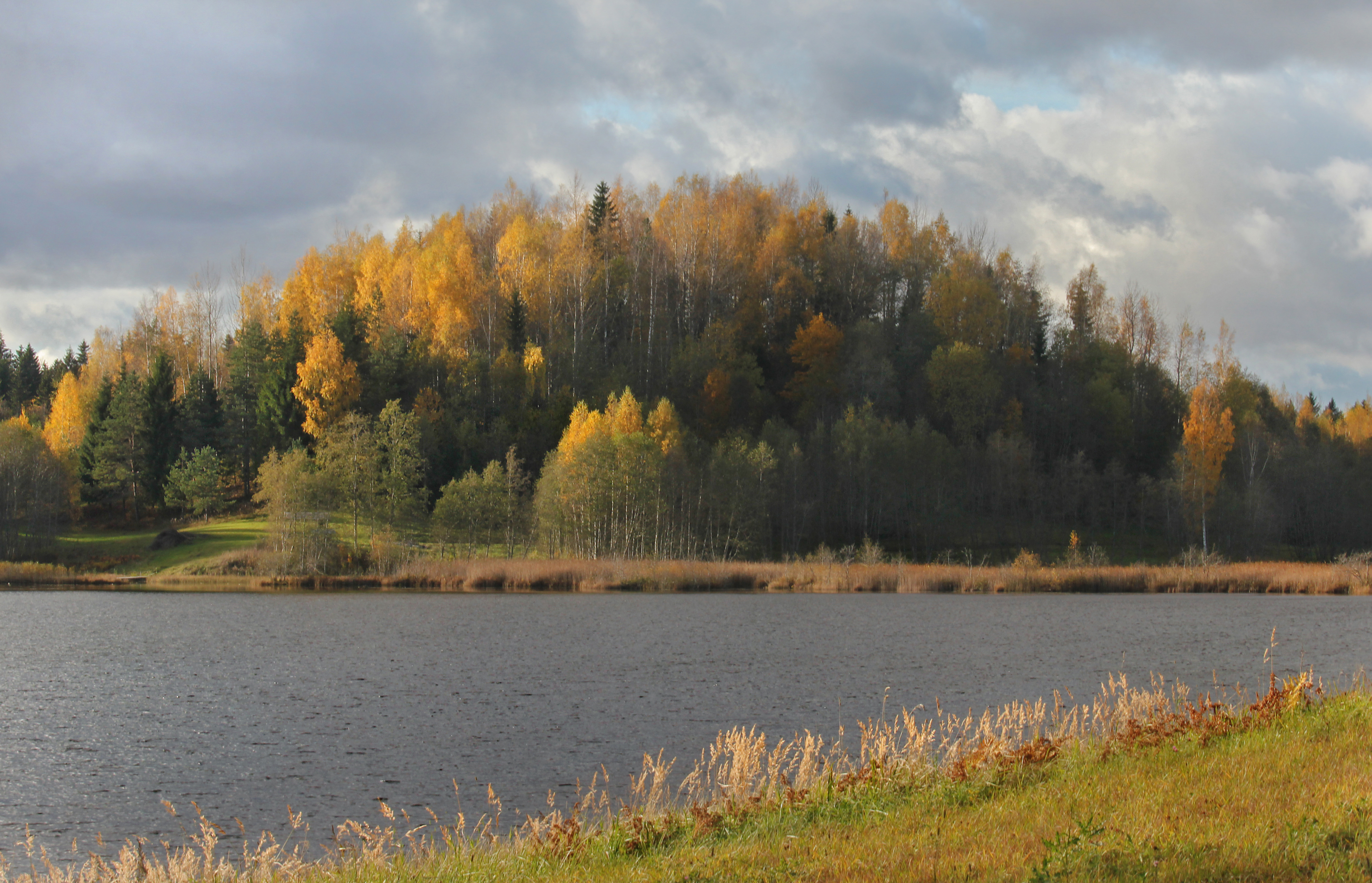
Het Plaani Valgejärv, een kleiner meer
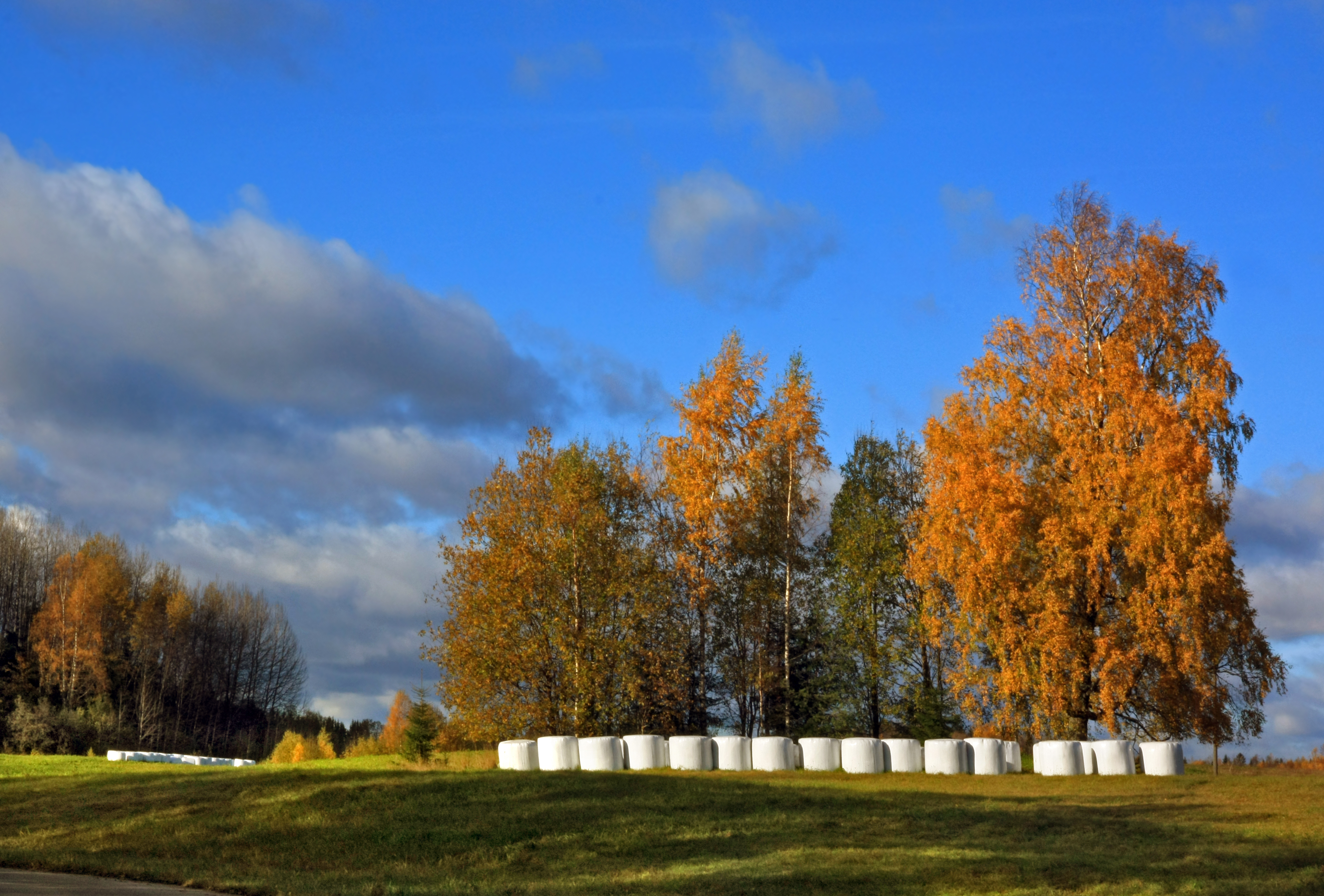
Veevoer in rollen op een weiland in Plaani